# Karabalta
Karabalta (en kirghiz : Карабалта) ou Kara-Balta (en russe : Кара-Балта) est une ville de la province de Tchouï, au Kirghizistan. Elle est arrosée par la rivière Tchouï et se trouve à 58 km à l'ouest de Bichkek, la capitale du Kirghizistan. Sa population s'élevait à 43 531 habitants en 2001.

## Géographie
Karabalta est situé sur le versant nord des montagnes kirghizes, dans la partie occidentale de la province de Tchouï. Elle a un climat continental. Le terrain est plat, en légère pente du sud vers le nord.

## Histoire
La vallée de Tchouï demeura inhabitée jusqu'au Ve siècle, mais après l'invasion de Gengis Khan, la région se peupla, principalement de pasteurs nomades. Fondé en 1825, le village était prospère sous le khanat de Kokand. Le statut de ville lui fut accordé en 1975, à l'époque soviétique.

## Population
La population de la ville était de 43 531 habitants au recensement de 2001. La municipalité avait une population de 54 200 selon le recensement soviétique de 1989, et elle est aujourd'hui estimée à plus de 70 000.

## Économie
La principale industrie de la ville est le Combinat minier de Karabalta (en russe : Кара-Балтинский горнорудный комбинат, КГРК, Kara-Baltiski gornoroudny kombinat, KBGK), le plus important d'Asie centrale. Mis en service en 1952, il traitait du minerai d'uranium provenant du Kirghizistan et de l'exploitation de l'uranium au Kazakhstan. Après l'indépendance, en 1991, l'exploitation des mines d'uranium s'arrêta, mais le combinat resta en activité jusqu'en 2003, grâce aux concentrés d'uranium provenant du Kazakhstan. Les résidus du traitement du minerai d'uranium – quelque 40 millions de m3 – posent un sérieux problème de santé publique en raison de leur radioactivité.
En février 2007, le groupe russe Renova a remporté un appel d'offres pour l'achat de la part du gouvernement kirghize (72,28 %) dans le capital du Combinat minier de Karabalta. Des travaux préparatoires furent aussitôt engagés et Renova a annoncé, en 2008, un investissement de 200 millions de dollars à Karabalta.